# عرض الشرائح

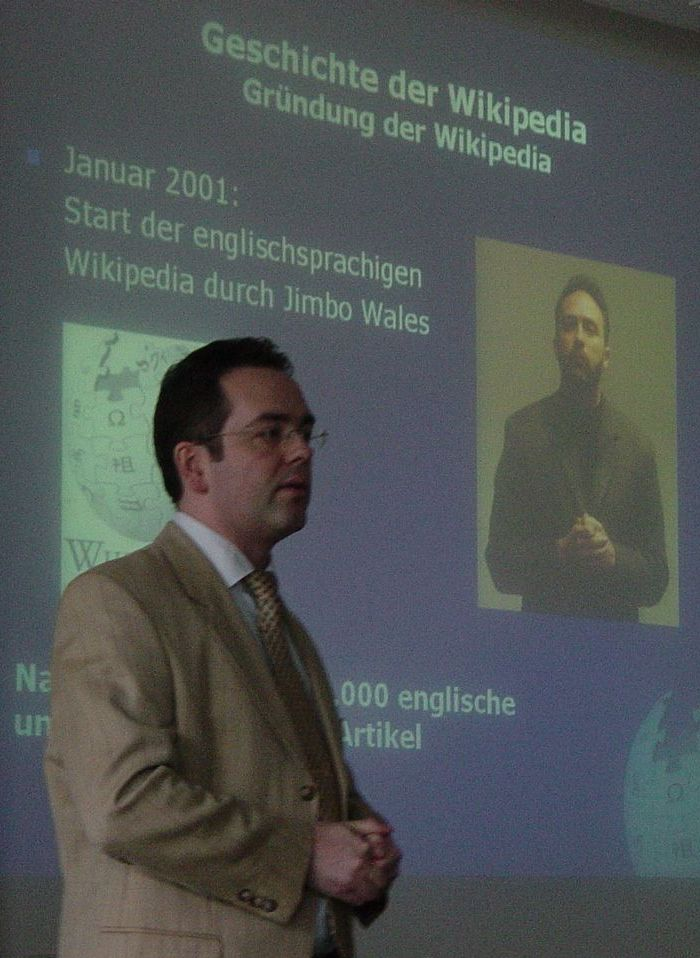
عرض شرائح

عرض الشرائح هو عرض تقديمي لسلسلة من الصور الثابتة على شاشة عرض أو جهاز عرض إلكتروني، عادة في تسلسل يتم ترتيبه مسبقًا. قد تكون التغييرات تلقائية وعلى فترات منتظمة أو قد يتم التحكم فيها يدويًا بواسطة مقدم أو العارض. تتألف عروض الشرائح في الأصل من سلسلة من الشرائح الفوتوغرافية الفردية المسقطة على شاشة مزودة ببروجيكتور شرائح. عند الإشارة إلى الفيديو أو المكافئ المرئي المستند إلى الكمبيوتر، حيث لا تكون الشرائح عبارة عن كائنات مادية فردية، فغالبًا ما يكتب المصطلح ككلمة واحدة أو عرض شرائح.
عرض الشرائح أو عرض الفيلم الشفاف (بالإنجليزية: Slideshow)، أو الديابوراما (بالفرنسية: Diaporama) هي عملية عرض لمجموعة من الصور المختارة وذلك لأغراض فنية أو تعليمية، حيث يقوم العارض باستعمال جهاز إسقاط الشرائح أو غيرها من الوسائل التي تساعد على عرض الصور. وتتم العملية باستعمال برنامج حاسوبي كالباوربوينت لعرض الصور الثابتة أما للفيديو فاستعمال برامج سمعية بصرية يمكن أن يفي بالغرض.
قد يكون عرض الشرائح عرضًا تقديميًا للصور لمجرد اهتمامها البصري أو قيمته الفنية، وأحيانًا يكون غير مصحوب بالوصف أو النص، أو يمكن استخدامه لتوضيح أو تعزيز المعلومات أو الأفكار أو التعليقات أو الحلول أو الاقتراحات التي يتم تقديمها لفظياً. في بعض الأحيان، لا تزال العروض التقديمية يتم إجراؤها من قبل مقدم البرامج باستخدام جهاز مثل جهاز عرض شرائح دائري أو جهاز عرض علني، ولكن استخدام جهاز عرض فيديو إلكتروني وبرنامج حاسوبي لعرض البرامج هو أمر نموذجي.

## التاريخ
بدأت عروض الشرائح في بدايات القرن السابع عشر، عندما تم عرض الصور المرسومة باليد على الزجاج لأول مرة على الحائط باستخدام «الفانوس السحري». في أواخر القرن الثامن عشر، كان المشاهدون يستخدمون الفوانيس السحرية لإثارة الجماهير بظهورات خارقة للطبيعة في شكل شائع من التسلية يُطلق عليه اسم «وهميّة». كان ضوء الشمس والشموع والمصابيح الزيتية مصادر الضوء الوحيدة المتاحة. أدى إنشاء مصادر إضاءة صناعية جديدة وأكثر سطوعًا إلى فتح عالم من التطبيقات العملية لإسقاط الصور. في 1800s ، كان من المتوقع في بعض الأحيان سلسلة من «شرائح فانوس» الزجاج رسمت باليد لتوضيح رواية القصص أو محاضرة. تطورت استخدامات واسعة ومتنوعة للتسلية والتعليم طوال القرن. بحلول عام 1900، كانت الصور الفوتوغرافية على الزجاج قد حلت محل صور مرسومة باليد، ولكن الصور الفوتوغرافية باللونين الأبيض والأسود كانت ملونة يدويًا بألوان شفافة. لقد أصبح إنتاج شرائح الفانوس صناعة كبيرة، مع توحيد الأبعاد في 3.25 بوصة في 4 بوصات في الولايات المتحدة و 3.25 بوصة مربعة في المملكة المتحدة ومعظم أوروبا.
«عروض الفوانيس السحرية» خدمت أيضا كشكل من أشكال الترفيه المنزلي وكانت شعبية خاصة مع الأطفال. استمروا في الحصول على مكان بين الملاهي العامة التجارية حتى بعد مجيء «الصور المتحركة» المتوقعة. بين الأفلام، غالبًا ما تظهر مسارح الأفلام المبكرة «أغانٍ مصورة»، والتي كانت تغني المجتمع مع كلمات ورسوم توضيحية مقدمة من سلسلة من شرائح الفانوس المتوقعة. كما استخدمت المسارح فوانيسها لعرض الشرائح الإعلانية والرسائل مثل «السيدات، يرجى إزالة قبعاتك».
بعد عرض 35 مم من فيلم كوداكشروم الملون في عام 1936، تم إنشاء تنسيق شريحة فانوس قياسي جديد 2 × 2 بوصة (5 × 5 سم) لتتناسب بشكل أفضل مع الأغشية الشفافة الصغيرة التي أنتجها الفيلم. في الإعلانات، تم تبسيط المصطلحات العتيقة «فانوس سحري»، بحيث كانت أجزاء الإطار المؤطرة ببساطة «شرائح» والفانوس المستخدم لإظهارها كان «جهاز عرض شرائح». أصبح عرض الفانوس السحري الطراز القديم «عرض شرائح» حديث.
كانت عروض الشرائح المنزلية ظاهرة شائعة نسبيا في المنازل الأمريكية من الطبقة المتوسطة خلال الخمسينات والستينات. إذا كان هناك عاطفة في العائلة، فإن أي زيارة من الأقارب أو وصول مجموعة جديدة من شرائح Kodachrome من خدمة معالجة الأفلام قدمت ذريعة لإخراج المجموعة الكاملة من الشرائح 35 مم، وإعداد جهاز عرض الشرائح والشاشة قم بإطفاء الأنوار، ثم اختبر مدى تحمل الجمهور المتجمع مع ماراثون من صور العطلات القديمة والصور التي التقطت في حفلات الزفاف وأعياد الميلاد والمناسبات العائلية الأخرى، وكل ذلك مصحوبًا بتعليقات حية.
لا تزال الصورة على فيلم 35 ملم مثبتة في إطار من المعدن أو البطاقة أو البلاستيك بقطر 2 × 2 بوصة (5 × 5 سم)، هي أكثر أشكال الشرائح الفوتوغرافية شيوعًا.

## الاستخدامات
يسمح عرض الشرائح المنظم بشكل جيد لمقدم العرض بتلائم الصور المرئية لعرض تقديمي شفهي. إن القول المأثور القديم «صورة تساوي ألف كلمة» صحيح، حيث أن صورة واحدة يمكن أن تحفظ مقدمًا من نطق فقرة من التفاصيل الوصفية. كما هو الحال مع أي نقاش أو محاضرة عامة، يلزم وجود قدر معين من المواهب، والخبرة، والبروفة لتقديم عرض شرائح ناجح.
برنامج العرض التقديمي هو الأكثر استخدامًا في عالم الأعمال، حيث يتم إنشاء ملايين من العروض التقديمية يوميًا. ومن المجالات المهمة الأخرى التي تُستخدم فيها، لأغراض تعليمية، عادةً ما تكون بنية إنشاء عرض ديناميكي سمعي بصري. يتم وضع النقاط ذات الصلة لعرض كامل على الشرائح، ومرافقة مونولوج المنطوقة.
تحتوي عروض الشرائح على استخدامات فنية أيضًا، مثل استخدامها كشاشة توقف، أو لتوفير صور ديناميكية لعرض متحف، على سبيل المثال، أو في فن التركيب. ديفيد بيرن، من بين آخرين، ابتكر فن باور بوينت.

## في الفن
منذ أواخر الستينيات، استخدم الفنانون المرئيون عروض الشرائح في المتاحف والمعارض كجهاز، إما لتقديم معلومات محددة عن عمل أو بحث أو كشكل ظاهري في حد ذاته. وفقا لمقدمة معرض سلايد، تم تنظيم معرض في متحف بالتيمور للفنون: "من خلال التكنولوجيا البسيطة لجهاز عرض الشرائح وشفافية ألوان 35 ملم، اكتشف الفنانون أداة مكنت من تحويل الفضاء من خلال تكبير الصور المسقطة، وعلى الرغم من أن بعض الفنانين لم يستخدموا بالضرورة شرائح 35 مم أو ملونة، وبعضهم، مثل روبرت باري، قد تخلوا عن صور للنصوص، إلا أن الشرائح السينمائية الملونة 35 مم هي الأكثر استخدامًا. أحيانًا ما تكون الصور مصحوبة بنص مكتوب، إما في الشريحة نفسها أو كإشارة مصاحبة. استخدم بعض الفنانين، مثل جيمس كولمان وروبرت سميثسون، صوتًا مع عروض الشرائح الخاصة بهم.
كما تم استخدام عروض الشرائح من قبل الفنانين الذين يستخدمون وسائل الإعلام الأخرى مثل الرسم والنحت لتقديم أعمالهم بشكل عام. في السنوات الأخيرة، كان هناك استخدام متزايد لعرض الشرائح من قبل جيل شاب من الفنانين. تنظم منظمة Slideluck Potshow غير الربحية فعاليات عرض الشرائح على مستوى العالم، وتضم أعمالاً لفنانين ومهرجين ومهرجين من الهواة والمحترفين. المشاركون في الحدث يجلبون الطعام، وأسلوب تناول الطعام، ويتناولون عشاءًا اجتماعيًا قبل بدء عرض الشرائح.
ومن بين الفنانين المعروفين الذين استخدموا عروض الشرائح في أعمالهم: Bas Jan Ader، Francis Alys، Jan Dibbets، Dan Graham، Rodney Graham، Nan Goldin، Louise Lawler، Ana Mendieta، Jonathan Monk، Dennis Oppenheim، Allan Sekula، Carey Young and Krzysztof Wodiczko.

## رقمي

عرض الشرائح في Xubuntu 16.04

يمكن عرض شرائح عرض الصور الرقمية خصيصًا للعملاء من صورهم أو موسيقاهم أو دعوات الزفاف أو إعلانات الميلاد أو أي مستندات أخرى قابلة للعرض. بعض المنتجين يطلقون على أقراص الفيديو الرقمية الناتجة الصورة المركبة الجديدة. يمكن إنشاء عروض الشرائح ليس فقط على DVD ، ولكن أيضًا في تنسيقات الفيديو عالية الدقة وملفات الكمبيوتر القابلة للتنفيذ. لقد جعل برنامج عرض شرائح الصور من السهل إنشاء عروض شرائح رقمية إلكترونية، مما يلغي الحاجة إلى فيلم انعكاس لون باهظ الثمن ولا يتطلب سوى كاميرا رقمية وجهاز كمبيوتر.
غالباً ما يوفر برنامج عرض شرائح الصور خيارات أكثر من مجرد عرض الصور. من الممكن إضافة انتقالات وتأثيرات تكبير / تصغير ومقاطع فيديو وموسيقى خلفية وسرد وتسميات توضيحية وما إلى ذلك. باستخدام برامج الكمبيوتر، يكون لدى ذلك القدرة على تحسين العرض بطريقة غير عملية. يمكن بعد ذلك حرق عرض الشرائح النهائي على قرص DVD ، لاستخدامه كهدية أو للأرشفة، وعرضه لاحقًا باستخدام مشغل DVD عادي.